# Fissura (engenharia civil)
Em engenharia, fissura é o termo técnico pelo qual são conhecidas as popularmente chamadas trincas e rachaduras.

## Características
Observando a parede afetada, pode-se identificar os diversos componentes da parede. Na parte mais interna temos a alvenaria que é o elemento que dá sustentação à parede, acima desta temos o emboço que procura nivelar a mesma, depois o revestimento que pode ser de placas de cerâmica, pedra, azulejo ou de argamassa e finalmente a pintura.
Fissuras são, geralmente, superficiais e atingem somente a pintura ou o azulejo. Assim, podemos encontrar a pintura toda fissurada por defeito na formulação ou na aderência da tinta ou o azulejo todo fissurado por defeito na fabricação ou aplicação do mesmo.
Por afetar apenas componentes superficiais, as fissuras não são, geralmente, críticas para a segurança das pessoas.
Trincas são, geralmente, mais profundas e atingem a estrutura da parede, ou seja a alvenaria. Decorrem de recalques da fundação e esforços aplicados além da resistência da parede. Por afetar a alvenaria, geralmente aparecem nos dois lados da parede.
Por afetar a estrutura da parede, pode indicar a queda da parede ou parte dela. Neste caso as pessoas devem ser impedidas de se aproximar do local.
Rachaduras são problemas que afetam diretamente o usuário. São aberturas por onde passam a chuva e o vento que irão incomodar o sossêgo do morador.
As fissuras, em engenharia civil, podem ser classificadas de acordo com o tamanho: microfissuras ou macrofissuras. As causas variam, e podem se dar por:
- Comprometimento estrutural
- Acomodação de elementos construtivos
- Dilatações térmicas no complexo arquitetônico
- Forças externas, como vento, vibrações de veículos, etc.
- Variações de uso (sobrecarga de uso calculada inadequadamente)
- Retirada de elementos de escoragem durante a fase construtiva
- Dilatações térmicas nas camadas de acabamento
- Perda de água nas camadas de acabamento